# Alberto Sughi
Alberto Sughi (né le 5 octobre 1928 à Cesena, et mort le 31 mars 2012) est un peintre italien contemporain.

## Biographie
Alberto Sughi est un autodidacte qui a appris seul la peinture après avoir été initié par son oncle qui lui a en appris les premiers rudiments.
Dans les années 1940, il développe le style expressionniste qu'il porte à sa maturité dans les années 1950.
En 1948 il quitte Cesena pour Rome où il fréquente le groupe artistique dit Gruppo di Portonaccio composé d'artistes comme Marcello Muccini et Renzo Vespignani qui l'influencent dans la suite de ses recherches.
En 1951 il rentre à Cesena où il développe le réalisme sur fonds social. Considéré comme l'un des principaux artistes italiens de la génération qui est apparue au début des années 1950, Sughi est parmi les leaders de cette époque picturale figurative dans laquelle on parle de « réalisme existentiel ».
En 1994, Alberto Sughi est nommé Presidente dell'Ente Quadriennale Nazionale d'Arte de Rome et il a participé à de nombreuses expositions comme la Quadriennale de Rome et la Biennale de Venise.
Le 27 novembre 2008 la commune de Cesana lui a attribué le Premio Malatesta Novello.

## Chronologie artistique
La recherche d'Alberto Sughi procède par cycles thématiques : 
- Pitture verdi, dédiées au rapport de l'homme et la nature (1971-1973) ;
- La Cena (1975-1976) ;
- Immaginazione e memoria della famiglia, vingt peintures et quinze études , (début des 80 ;
- La sera o della riflessione, depuis 1985 ;
- Notturno, sa dernière série de grandes peintures exposée en 2000.

## Expositions
Depuis les années 1970, Alberto Sughi a participé aux majeures expositions et a exposé dans la plupart des musées d'art contemporain :
- Biennale de Venise,
- Quadriennale de Rome,
- Galleria d'Arte Moderna di Bologna (1977),
- Galleria del Maneggio di Mosca (1978),
- Museo di Castel Sant'Angelo di Roma,
- Museo delle Belle Arti di Budapest (1986),
- Galerie nationale à Prague (1986),
- Galleria Civica d'Arte Moderna di Ferrara (1988),
- Casa Masaccio à San Giovanni Valdarno (1990),
- Musée d'Art de São Paulo (1994)
- Museo Civico di San Sepolcro (2003).

Alberto Sughi a aussi participé à diverses manifestations : 
- Il ritratto interiore, exposition  au Museo Archeologico Regionale d Aoste (1994).
- La ricerca dell’identità cycle d'exposition à Cagliari, Palerme et Ascoli Piceno (2003-2004)
- Il Male. Esercizi di pittura crudele, exposition  à la  Pavillon de chasse de Stupinigi, Turin (2005).

Le CSAC et l'Université de Parme lui ont dédié une grande exposition dans le Salone delle Scuderie de la Pilotta à Parme (2005-2006).
L'œuvre d'Alberto Sughi Un mondo di freddo e di ghiaccio (« Un Monde de Froid et de Glace »), a été sélectionné pour la 54e Biennale de Venise (2011).

## Œuvres
- Andare via (2007), huile sur toile, 100 × 110 cm,
- Un mondo di freddo e di ghiaccio (2011), huile sur toile,140 × 160 cm Image en ligne